# Reprezentacja Tybetu w piłce nożnej mężczyzn
Reprezentacja Tybetu w piłce nożnej – drużyna piłkarska powiązana z emigracyjnym Centralnym Rządem Tybetańskim w Dharamsali w Indiach. Nie jest członkiem Międzynarodowej Federacji Piłki Nożnej (FIFA), ani Azjatyckiej Konfederacji Piłkarskiej (AFC). Od 25 marca 2006 roku reprezentacja Tybetu w piłce nożnej jest członkiem NF-Board.
Celem reprezentacji Tybetu w piłce nożnej jest popularyzacja sportu, a w szczególności piłki nożnej, wśród Tybetańczyków. Tybetańska federacja dąży do tego, aby reprezentacja Tybetu została uznana za oficjalną reprezentację, jednak aktualnie (2012 rok) nie została ona uznana i nie jest członkiem zarówno Międzynarodowej Federacji Piłki Nożnej (FIFA), jak i Azjatyckiej Konfederacji Piłkarskiej (AFC).
Reprezentacja Tybetu w piłce nożnej powstała w 1999 roku. Pierwszy mecz rozegrała 30 czerwca 2001 roku w Kopenhadze, gdzie przegrała 1–4 z reprezentacją Grenlandii. Strzelcem pierwszego gola dla reprezentacji Tybetu był Lobsang Norbu. Spotkanie sponsorowane było przez firmę Hummel International, a relację z jego przebiegu wyemitowały między innymi stacje CNN i BBC. Do organizacji meczu nie chciały dopuścić zarówno ambasada Chińskiej Republiki Ludowej w Kopenhadze, jak i Międzynarodowa Federacja Piłki Nożnej.
Reprezentacja Tybetu nigdy nie brała udziału w rozgrywkach VIVA World Cup. Dwukrotnie wzięła za to udział w innych rozgrywkach dla reprezentacji niezrzeszonych w Międzynarodowej Federacji Piłki Nożnej. W maju 2006 roku wystartowała w FIFI Wild Cup, gdzie w fazie grupowej przegrała 0–7 z FC St. Pauli oraz 0–5 z reprezentacją Gibraltaru i zajęła w grupie A ostatnią pozycję, nie kwalifikując się do dalszej fazy. W listopadzie tego samego roku wzięła udział w rozgrywkach ELF Cup, gdzie w fazie grupowej przegrała wszystkie 3 mecze: 0–3 z reprezentacją Tadżykistanu, 0–1 z reprezentacją Krymu i 0–10 z reprezentacją Cypru Północnego i nie zakwalifikowała się do dalszej fazy rozgrywek.